# Peppa Marriti Band
La Peppa Marriti Band è un gruppo musicale rock-folk arbëreshë, che canta in lingua albanese e riprende sonorità tipiche della cultura propria.
Nato a Santa Sofia d'Epiro nel 1991, paese etnolinguistico albanese in provincia di Cosenza, è il primo gruppo a coniugare il rock, nel loro caso di impronta americana, con la tradizione musicale e culturale arbëresh, dalla quale riprendono i canti tradizionali polivocali chiamati Vjersh e sonorità balcaniche, accentuate dall'uso del violino, mentre nei testi si scorge una forte nostalgia per la madrepatria Albania.
Il nome del gruppo ricorda il soprannome (orfiqa) di un falegname di Santa Sofia d'Epiro, "Pepa Marriti", il quale vero nome era Diacono Atanasio. Costui, talentoso nel suo lavoro, spesso esagerava nel bere alcool e così la comunità a volte lo emarginava. L’idea di dare il suo nome alla band è stata quella di dare dignità a quelle persone che vivono ai margini della nostra società e che spesso vengono messe da parte piuttosto che aiutate. Dare voce a chi non ha voce, agli ultimi, agli emarginati e a tutti quelli che per un motivo o un altro, cadendo, non riescono a rialzarsi.
Il gruppo ha pubblicato tre album: Rockarbëresh, Këndò! e Ajëret. I loro brani sono stati trasmessi in Italia (Demo/Radio 1), e all'estero come dalla Radio Tirana in Albania, Radio West e Radio Urban FM in Kosovo, Radio Iliria a Londra (Inghilterra). Sono stati ospiti delle trasmissioni TV: La Storia siamo noi su Rai 3/Rai Educational e Levante su Rai Tre e protagonisti assieme alla Spasulati Band del film/documentario Rockarbëresh di Salvo Cuccia (2007) presentato al festival di Locarno.
Hanno partecipato ad importanti festival nazionali come Arezzo Wave, Adriatico-Mediterraneo di Ancona, Sonica '99 a Misterbianco, Ampollino Sound oltre a concerti in giro per Italia come Porti Cittadini di Modena, ed internazionali come Bunker Fest a Tirana (Albania) e Java Arbëreshe a Skopje (Macedonia).

## Storia

### Inizi
Il gruppo nacque in un pomeriggio di fine estate del 1991 dall'iniziativa di Angelo Conte, Luigi Fabbricatore e Francesco Canadè, a Santa Sofia d'Epiro, un piccolo paesino della provincia di Cosenza abitato dalla comunità arbëreshë. Dopo poco tempo entrano nel gruppo Pino Murano (violino e fisarmonica) e Rita Guido (coro) e nel settembre 1991 registrano la prima cassetta demo dal titolo Ghatz Ktiè con l'aiuto di Rosario Cerqua alla batteria.
Da questo momento in poi numerosi musicisti si succedono nell'organico della band: Atanasio Adimari, Basile Miracco Domenico, Emilio Baffa, Antonio Giorgianni, Gianluca Marchianò, Franco Cerqua, Fabio Guido e Mary Scorza.
Nel 1994 la band partecipa alla VIII edizione del Festival Arezzo Wave ed incide, per la compilation del festival, il brano Rock & Roll Arbëresh.
Nel 1996 Luigi Fabbricatore lascia il gruppo ed inizia una nuova fase che vede nel 1998 l'entrata nella band di Nicola Di Gregorio (tastiere) e numerosi concerti live anche in acustico. Tra il 1996 ed il 2000 il gruppo collabora con un altro gruppo locale che unisce la tradizione arberesh al reggae e allo ska: la Spasulati Band (gli spiantati).

### Terzo Millennio
Nel 2000 entrano nell'organico della band Demetrio Corino (basso), Maurizio Mirabelli (batteria) e Luca Pontedoro (chitarra elettrica).
Nel 2005 viene inciso il primo album ufficiale dal titolo Rockarbëresh su etichetta Radio Epiro. L'album è registrato da Matteo De Leo presso lo Studio Nostrano Records a Tarsia (CS) e mixato da Alessandro Castriota presso lo Studio Castriota a Marzocca (Ancona). Nello stesso anno subentra alla batteria Sergio Toscano.
Negli anni a seguire si alternano nell'organico della band vari musicisti di chitarra elettrica tra i quali Matteo De Leo, Francesco Valle, Fabio Baffa, Fabrizio Miceli e Nicola Pappaterra.
Nel 2009 viene inciso il secondo album dal titolo Këndò! su etichetta Radio Epiro/Sanarecords, contiene tra le altre due tracce cantante in italiano. L'album è registrato da Simone Miceli presso la sala prove Gradino 23 e mixato sempre da Alessandro Castriota. Nello stesso anno entrano nella band Paolo Imbrogno (tastiere) e Antonio Castrovillari (chitarra elettrica).

### Anni 2010
Nel 2012 il gruppo è partito per un minitour di 2 concerti a Tirana in Albania.
Nel 2013 viene pubblicato il libro di Demetrio Corino "Rockarbëresh" - Peppa Marriti Band tra arcaismo e modernità - Edizioni Pendragon

### Terzo album
Nel 2017 esce il terzo album del titolo Ajëret su etichetta MKrecords, registrato da Alex Adriano e Mike Gazzaruso presso Sound Factory Studios a Cosenza e mixato da Camillo e Cristiano Copat presso KK Digital Recording a Mendicino (CS). Il mastering è stato curato da Antonio Baglio a Miami (USA).

### Anni 2020
Il periodo post-COVID-19 fu molto significativo. I Peppa sono molto spesso ospiti in vari TV locali e nazionali, comparendo in vari documentari RAI.
Nell'estate 2024 sono tra gli organizzatori del concerto nel Teatro dei Ruderi a Cirella di Diamante(CS) dell'apertura del concerto in acustico di Manu Chao.
Il videoclip Xhamadani Vija Vija ha raggiunto su YouTube quasi 200.000 visualizzazioni.

## Stile musicale
Il loro genere è un esempio di contaminazione a 360°, fondendo le  vocalità Arbereshe, i vjershe, con i generi rock, blues, folk, jazz manouche, musica balcanica. Insieme ai loro contemporanei reggae-ska, la Spasulati Band, sono tra i gruppi autoctoni più premiati.
La loro evoluzione, dal rock grezzo alle sonorità più moderne, si può udire attraverso la loro discografia.
Attraverso gli anni, hanno avuto modo di mutare formazione da musicisti di diverse direzioni musicali e coinvolgendo persino giovani e nuove leve, grazie anche alla telematica e ai social network, la band ha avuto modo di avere nuova visibilità, nonostante la loro lungimirante carriera.

## Formazione
- Angelo Conte - voce e chitarra acustica
- Antonio Castrovillari - chitarra elettrica
- Demetrio Corino - basso e voce
- Pino Murano - violino
- Enzo Astone - batteria

### Collaboratori
- Francesco Valle - chitarra elettrica
- Edoardo Giorgianni - percussioni, batteria
- Mariachiara Castrovillari - violino, chitarra

## Discografia
- 2005 - Rockarbëresh (radio epiro)
- 2009 - Këndò! (radio epiro/sanarecords)
- 2017 - Ajëret (MKrecords)

## Compilation
- 1994 - Rock & Roll Arbëresh in Arezzo Wave 1994
- 1997 - Diamandi & Kusendìni in Festa della Musica
- 1997 - I Bier in Festa della Musica
- 1999 - Dub Dabby in Ultrasuoni '99
- 1999 - Ka Vreshta in Sonica '99
- 2000 - Ohj Manu Chao! in Tavagnasco Rock
- 2009 - Këndò! in Ad esempio a me piace...
- 2010 - Këndò! in Il Premio dei Premi